# Сумський полк
Сумський полк — адміністративно-територіальна і військова одиниця Слобідської України. Полковий центр — місто Суми.

## Історія утворення
На прапорі Сумського слобідського козацького полку була вказана дата утворення – 1651 р. Окрім бойової одиниці, за Козаччини це означало і певну територію. У такому значенні Сумський полк почав формуватися з часу заснування Сум переселенцями з Правобережної України на чолі з полковником Герасимом Кондратьєвим, які заснували місто Суми, і остаточно оформився наприкінці 1658 року, обіймаючи в основному землі нинішніх Сумського, Білопільського, Краснопільського, Лебединського, Недригайлівського, Тростянецького районів. Полковник козацького полку мав і військову, і цивільну верховну владу.
За характером служби полкові козаки поділялися на реєстрових, хорунжових та гармашів. З перших складався власне полк, другі знаходилися при полковому та сотенних прапорах і становили, відповідно, полковника та сотників. Гармаші обслуговували гармати (пищалі). Реєстрові козаки (їх називали також виборними або компанійцями) мали підпомічників та були одночасно й землеробами. 
Після Переяславської угоди, разом з усією Україною підпавши під протекторат Московії, сумські козаки основною повинністю перед царем мали несіння військової служби. Виявляли зразки героїзму – починаючи з 1673 року, майже щорічно йшли з царськими військами в походи проти турків. Були незамінними і в Азовських походах.

Полковник Герасим Кондратьєв

### Коротка хроніка

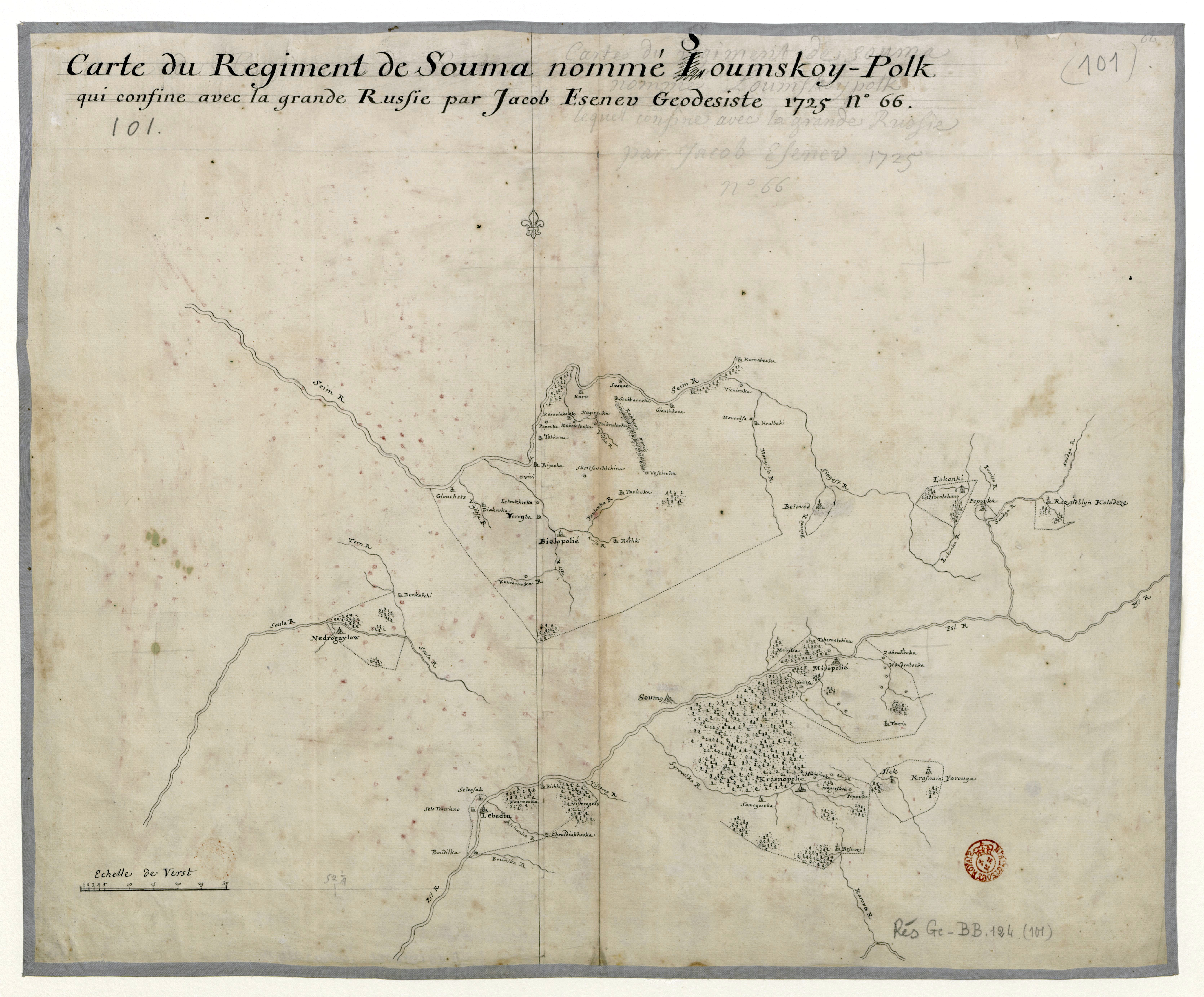
Мапа Сумського полка Якова Єсенєва, 1725 рік.

1657 — грамота царя Олексія Михайловича про визначення меж Сумської округи, підтвердження вольностей і права займанщини, призначення пільг на промисли, за несення військової служби.
1658 — реформа помісних військ у Московському царстві. 1658–1659 — українсько-московська війна.
1659 — утворення Сумського слобідського козацького полку.
1661 — антимосковський виступ у Сумах.
1662 — заворушення в населених пунктах як відгомін московського народного повстання («Мідного бунту»).
1663 — штурм татарами Сум. Початок гарнізонної служби на Запорізькій Січі. 1666 — урядовий перепис населення слобідських козацьких полків.
1668 — масові заворушення, пов'язані з повстанням І. Брюховецького. Друга спроба штурму татарами Сум. Грамота царя Олексія Михайловича з подякою за вірну службу і боротьбу проти гетьмана І. Брюховецького.
1669 — жалувана грамота Олексія Михайловича про зняття чиншу 1665 року, на винниці, броварні та шинки, про безмитний медовий промисел і списування оброчних грошей.
1670 — участь у поході урядових військ на р. Донець проти повстанців С. Разіна.
1673 — початок несення постійної служби на кордоні з Диким полем.
1677 — участь у 1-му Чигиринському поході. Жалувана грамота царя Федора Олексійовича про підтвердження права на володіння землями, угіддями, промислами, хуторами, будівлями.
1678 — участь у 2-му Чигиринському поході. 1680–1681 — роботи на будівництві Ізюмської лінії.
1681 — грамота царя Федора Олексійовича з подякою за боротьбу проти турків і татар.
1687 — участь у 1-му Кримському поході. Грамота Софії Олексіївни про підтвердження прав на володіння землею та різними угіддями.
1688 — грамота Софії Олексіївни про звільнення від оброку на млини.
1689 — участь у 2-му Кримському поході. Битва під Чорною Долиною.
1695 — участь у 1-му Дніпровському поході. Жалувана грамота царів Івана та Петра Олексійовичів про підтвердження давніх привілеїв, запровадження безмитних промислів; по судовим справам полк підпорядковано приказу Великої
Росії.
1696 — охорона ділянки кордону вздовж річки Коломак.
1696–1697 — сутички з путивльськими поміщиками за присеймські села. 1697–1698 — участь у 2-му Дніпровському поході.
1700 — початок Північної війни (1700–1721). Грамота Петра І про підтвердження права займанщини та безмитних промислів, права не сплачувати митні гроші; скасовано рублевий збір із підпомічників; установлено полковий «компут» — 1230 ос.
1701–1702 — Свейський похід до Прибалтики.
1701 — участь у рейдових операціях, у боях під Ряпіною та Ерестфером.
1702 — участь у «генеральному поході» шведським запіллям, у бою під Гумельсгофом; жалувана грамота про підтвердження давніх пільг та володінь.
1703 — указ Петра І про відзначення бойових заслуг слобідських полків, підтвердження давніх козацьких пільг і вільностей. Наказ про збільшення чисельності виборних козаків.
1703–1706 — участь у поході урядових військ на погамування Астраханського повстання. Скасування інституту воєвод.
1705 — пільгова грамота Петра І Сумському полку про звільнення від оброку на бортництво, ліквідацію указу Інгерманландської канцелярії щодо відписки на царя посеймських полкових сіл.
1708 — Донський похід проти булавінців, поразка на р. Уразовій. Участь у бойових діях проти шведів під час Сіверсько-слобідського походу Карла XII. Лебединські катівниці. Включення полку до складу Азовської губернії.
1709 — охорона кордону з Диким полем. 1714 — запровадження стану підпрапорних.
1718 — включення полку до складу Київської губернії. 
1719–1723 — відбування робіт на будівництві Ладозького каналу. 
1725–1731 — участь у Перських (Гилянських) походах. 1726 — перехід у підпорядкування Військовій колегії.
1731 — запровадження в полку регулярної роти.

## Полковники
Герасим Кондратьєв(1658?-1701). Засновник та перший полковник сумського полку.
Кондратьєв Григорій Герасимович (1680-1683) помічник батька на посаді полковника.
Кондратьєв Роман Герасимович (1683-1688),(1692-1700). Помічник батька на посту полковника.
Кондратьєв Андрій Герасимович (1700-1701),(1701-1709). Помічник батька на посаді, потім після його смерті повноцінний полковник.
Кондратьєв Іван Андрійович (1708-1726),(1728). Після смерті батька полковник. Через облаву 1726 був змінений з посади. Помилуваний в 1728. В тому ж році і помер.
Кондратьєв Михайло Андрійович (1726-1728). Ненадовго через опалу брата зміг стати полковником. Проте був змінений з посади.
Василь Данилович Перекрестов-Осипов(1728-1737). Перший полковник не з роду Кондратьєвих.
Кондратьєв Дмитро Іванович(1737-1743). Полковник. Походження суперечливе.
Кондратьєв Андрій Васильович(1744-1748). Полковник, усунитий через свою жадібність.
Михайло Михайлович Донець-Захаржевський (1748-1760). Полковник з впливового роду полковників Слобожанщини.
Кондратьєв Степан Іванович (1760-1761)Полковник з роду Кондратьєв, останній представитель роду на посаді.
Романов Роман Іванович (1761-1765).Останній полковник сумський.

## Полкові сотні
Як і інші слобідські та гетьманські полки, Сумський козацький полк поділявся на сотні. Спочатку їх було 5, в 1670-ті — 9, на початку XVIII столітті — 12, у 1732 — 20.  
Білопілля, Лебедин, Недригайлів, Краснопілля, Миропілля, Вільшана, Бишкінь, Стецьківка, Нижня Сироватка, Межиріч, Ворожба, Суджа, Штепівка та інші населені пункти були сотенними містечками Сумського полку. В сотенних містечках також були фортеці. Найпотужнішу з них було споруджено в Лебедині. 
У 1732 до складу полку входили 20 сотень: дві Білопільські, Бишкинська, Ворожбянська, Краснопільська, Недригайлівська, Новоміська, Нижньосироватська, Верхньосироватська, Сумська, дві Суджанські, Ольшанська, Перекопська, Рибницька, Стецьківська та ін.

## Козацький однострій (1743 рік)
Хоча полкова служба й була стройовою, виборні козаки не могли знаходитись весь час у строю, бо їх чекало поле та справи по власному господарству. У зв’язку з цим встановлювалась певна черговість у несенні військової служби. За озброєння слобідського козака правили піка (спис), шабля, рушниця, пара пістолів. Вбиралася старшина в широкі штани (шаровари часто жовтого кольору, сорочку, пояс, жупан). Зверху одягалася ще черкеска з відкидними рукавами, як правило, синього, червоного, зеленого кольору, підбита галуном, шнурком або хутром. На поясі на ланцюжку носили ніж, а в поході шаблю, за поясом – пістоль. Доповнювала вбрання висока смушкова шапка з суконним кольоровим верхом. 
Під час комісії генерал-аншефа Шаховського О. І. було запропоновано ввести для українських козаків однотипні однострої. За правління Шаховського (до 1736 року), ця думка так й не знайшла підтримки, але до неї повернулися в 1743 році, за часів російської імператриці Єлизавети Петрівни. Започатковується єдиний однострій для Слобідських козацьких полків. Верхній одяг — кунтуш із прорізними рукавами синього кольору. Кунтуш був обшитий срібною тасьмою та шнурами. Кунтуші для всіх полків були однакові.
Жупан та шаровари були полкових кольорів.
| Ізюмський полк | Острогозький полк     | Охтирський полк | Сумський полк | Харківський полк |
| -------------- | --------------------- | --------------- | ------------- | ---------------- |
| червоний       | червоно- помаранчевий | зелений         | світло- синій | жовтий           |

## Прапори
Сумський козацький полк мав 11 прапорів, на значній частині яких була зображена Богородиця.
На обох полкових прапорах XVII ст., що мали прямокутну форму, на лицьовій стороні було намальовано Богородицю в білих шатах, що стоїть на перевернутому золотому місяці, з берлом у правиці та немовлям Ісусом у лівиці (німби Богородиці, Христа і півмісяць – жовтого кольору). Тло було блакитним, а облямівка червоною. Відрізнялася зворотна сторона: на першому був Миколай Чудотворець з мечем у правиці та церквою у лівиці, а на другому — архангел Михаїл з мечем у правиці та щитом у лівиці.
На прапорі Суджанської сотні також була Богородиця з берлом та немовлям Ісусом, але на хмарі. На цій хмарі був хрест, а над ним сонце та місяць. На зворотному боці — Іоан Головосік, за ним хрест на хмарах і теж сонце та місяць.
На прапорі Другої Суджанської сотні на обох боках був хрест. З однієї сторони поряд з ним був місяць, а з іншої — зірка.
На прапорі Краснопільської сотні було зображено Богородицю в сяйві, праворуч від неї — зірку, ліворуч — хрест.
На прапорі Сироватської сотні були хрести на обох боках, а над тим місяць і дві зірки.
На прапорі Першої Миропільської сотні — також Богородиця на місяці з немовлям. На зворотному боці — святий Миколай, що стоїть на землі.
На прапорі Другої Миропільської сотні був архангел Михаїл з мечем, що стоїть на хмарах. На звороті — святий Георгій, що пробиває списом змія.
На прапорі Межиріцької сотні був намальований архангел Михаїл, що стоїть на хмарах, з мечем у правиці та державою у лівиці. На звороті російський герб — двоголовий орел під коронами.
На прапорі Білопільської сотні була також Богородиця на місяці. Вона була в сяйві, а обабіч були дві зірки. На другому боці — Миколай Чудотворець у сяйві з мечем у правиці та Євангелієм у лівиці, обабіч нього дві зірки.
У прапора Недригайлівської сотні обидві сторони були однакові. На них був хрест, два місяці та по 10 зірок.

## Переклад старшинських посад вТабель про ранги(1765)

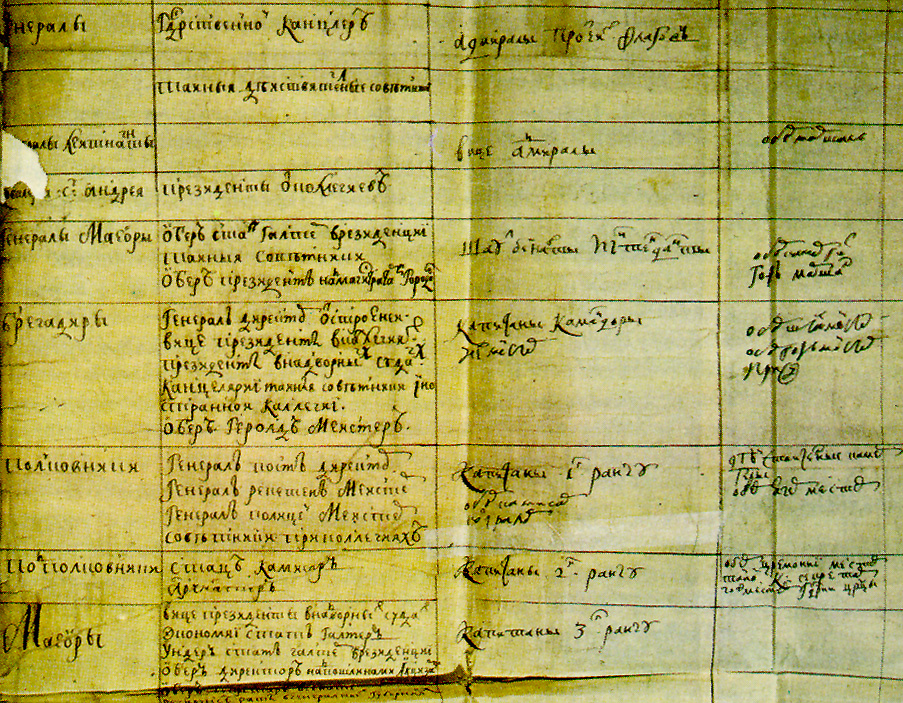
Табель про ранги

У зв'язку з переформуванням Сумського слобідського козацького полку в Сумський гусарський полк, козацькій старшині було запропоновано вступити на службу у формований полк чи отримати відставку. Так як армійські чини присвоювалися на одну-дві сходинки нижче, а так само через те, що різниця в уряді козацького старшини і армійського офіцера не були рівноцінна, багато представників старшини вийшли у відставку. Середній же і рядовий козацький прошарки склали основу новосформованого полку.
Колишнім старшинам, які вирішили піти в відставку (в «абшит»), та тим які вирішили продовжити службу в «гусарії», було надано цивільні, чи військові чини згідно Табелю про ранги.
| Посада (козацька старшина) | Військовий чин           | Цивільний чин           | Клас                   |
| -------------------------- | ------------------------ | ----------------------- | ---------------------- |
| Полковник                  | Підполковник             | Надвірний радник        | VII                    |
| Обозний                    | Прем'єр-майор            | Колезький асесор        | VIII                   |
| Суддя                      | Секунд-майор             | Колезький асесор        | VIII                   |
| Осавул                     | Ротмістр                 | Титулярний радник       | IX                     |
| Хорунжий                   | Поручик                  | Губернський секретар    | XII                    |
| Сотник                     | Поручик                  | Губернський секретар    | XII                    |
| Старший полковий писар     | —                        | Губернський секретар    | XII                    |
| Молодший полковий писар    | —                        | Кабінетський реєстратор | XIII                   |
| Сотенний хорунжий          | Вахмістр                 | -                       | нижче табелі про ранги |
| Решта                      | Унтер-офіцери та капрали | -                       | нижче табелі про ранги |

Якщо ж представник старшини не був учасником походів, то він отримував чин, на щабель нижче встановленої. Наприклад: Полковий обозний при перекладі на загальноімперську систему отримував чин прем'єр-майор, але якщо він не був учасником походів, то міг розраховувати лише на чин- секунд-майора.

## Реорганізація полку
У 1765 уряд Росії ліквідував слобідські козацькі полки. Сумський полк було реорганізовано в регулярний гусарський полк російської армії, а його територія стала складовою Слобідсько-Української губернії.
У 1851 році Сумський полк відсвяткував свій 200-річний ювілей, з нагоди якого йому були пожалувані нові штандарти та ювілейні стрічки з царськими вензелями та датами 1651-1851.

## Цікаві факти

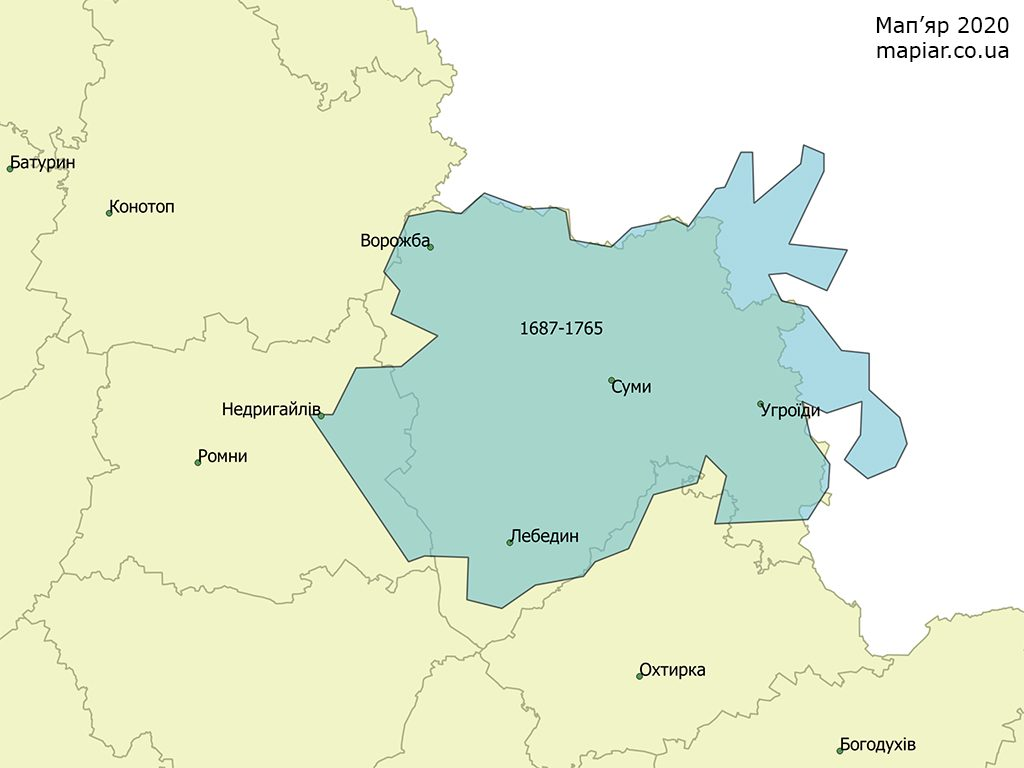
Порівняння Сумського району та Сумського полку

Межі Сумського полку умовно збігаються з межами Сумського району після адміністративно-територіальної реформи 2020-го року.

## Реєстри Сумського полку
У 2008 році в Російському державному архіві давніх актів було виявлено "сметные книги" Сумського полку середини XVII століття, які зберігаються у фонді 210 "Білгородський стіл". Це джерело вперше вводиться до наукового обігу і має особливу цінність завдяки спискам козаків та міщан, що містяться у справі.
Реєстри Сумського полку за 1660–1664 роки, представлені у цій архівній справі, є важливим документальним свідченням еволюції українських станів у період після Національно-визвольної війни. Вони дозволяють реконструювати персональний склад старшини та козацьких родів, що брали участь у подіях 1649–1657 років. Ці реєстри зберігаються у вигляді однієї книги з 531 аркуша, зшитої у тверду картонну палітурку з зав'язками. Текст писаний чорнилами коричневого кольору різними почерками і місцями має деформацію через вплив вологи та температурних змін.
Ці реєстри не лише надають інформацію про населення Сумського полку, але й містять детальні описи стану обороноздатності міста, військових запасів та укріплень.
- Реєстр Сумського полку 1660 року
- Реєстр Сумського полку 1662 року
- Реєстр Сумського полку 1663 року
- Реєстр Сумського полку 1664 року